# West (cigarrillos)
West es una empresa alemana de cigarrillos. Es una compañía de Imperial Tobacco. Sus cigarrillos se venden en la mayoría de países europeos con excepción del Reino Unido e Irlanda. La marca se vende en más de 90 países del mundo.

## Historia
West se introdujo al mercado alemán en 1981 y solo estaba disponible en tiendas de tabaco. En 1987 se empezaron a vender en supermercados. West es la segunda marca más popular en Alemania. También está disponible en España. 
En 2010 se relanzó su imagen con un rediseño metálico 

## Productos

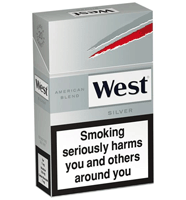
Cajetilla de West Silver

Los siguientes productos están disponibles:
- West Red, contiene 10 mg de Alquitrán, 0,8 mg de Nicotina y 10 mg de Monóxido de carbono.

- West Silver, también conocido como West Light, contiene 7 mg de Alquitrán, 0,6 mg de Nicotina y 7 mg de Monóxido de carbono.

- West Blue, contiene 4 mg de Alquitrán, 0,4 mg de Nicotina y 4 mg de Monóxido de carbono.

- West Rich Blue, contiene 8 mg de Alquitrán, 0,7 mg de Nicotina y 8 mg de Monóxido de carbono

- West ICE, un cigarrillo de sabor a menta, contiene 7 mg de Alquitrán, 0,6 mg de Nicotina y 7 mg de Monóxido de carbono

## Publicidad

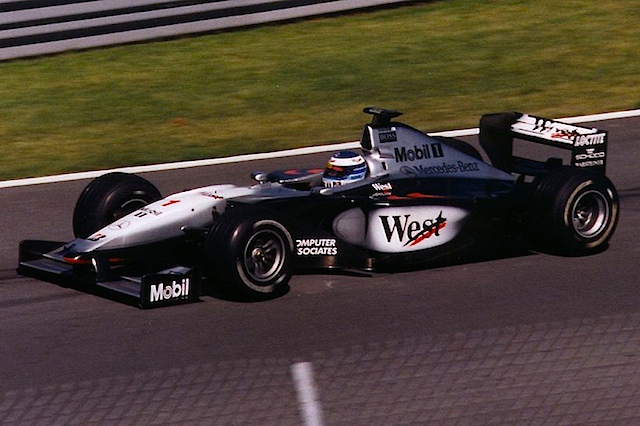
Mika Häkkinen sobre un McLaren-Mercedes con auspicio de West.

West patrocinó a un pequeño equipo alemán de Fórmula 1 llamado Zakspeed de 1985 hasta 1989. También patrocino a McLaren de 1997 hasta 2005. En Argentina, en 1983, patrocinó el equipo Ford de Turismo Carretera, integrado por Juan María Traverso, y los hermanos Oscar y Antonio Aventín. Entre 1993 y 1995 fue el auspiciador principal del Ferencváros.